# Прибутковий будинок Каплера
Прибутковий будинок Каплера — будинок купця 1-ї гільдії Якова Каплера на розі вулиць Жилянської та Тарасівської у місті Києві (Тарасівська вул., 40/52).

## Опис
Будинок цегляний, п'ятиповерховий, двосекційний. Прибутковий будинок в стилі неоренесанс (київський ренесанс). Будинок прикрашений дуже багатим, вишуканим декором. Еркер та верхні поверхи фланковано півколонами коринфського ордера. Архітектурний декор доповнено нечисленними ліпленими деталями. Будинок розташований на розі вулиць Жилянської і Тарасівської, має значне містобудівне значення. Рідкісна пам'ятка культурного надбання м. Києва, одна з кращих будівель Києва у стилі неоренесансу, що пропонується для занесення до переліку щойновиявлених пам'яток архітектури, історії, науки та техніки.

## Галерея

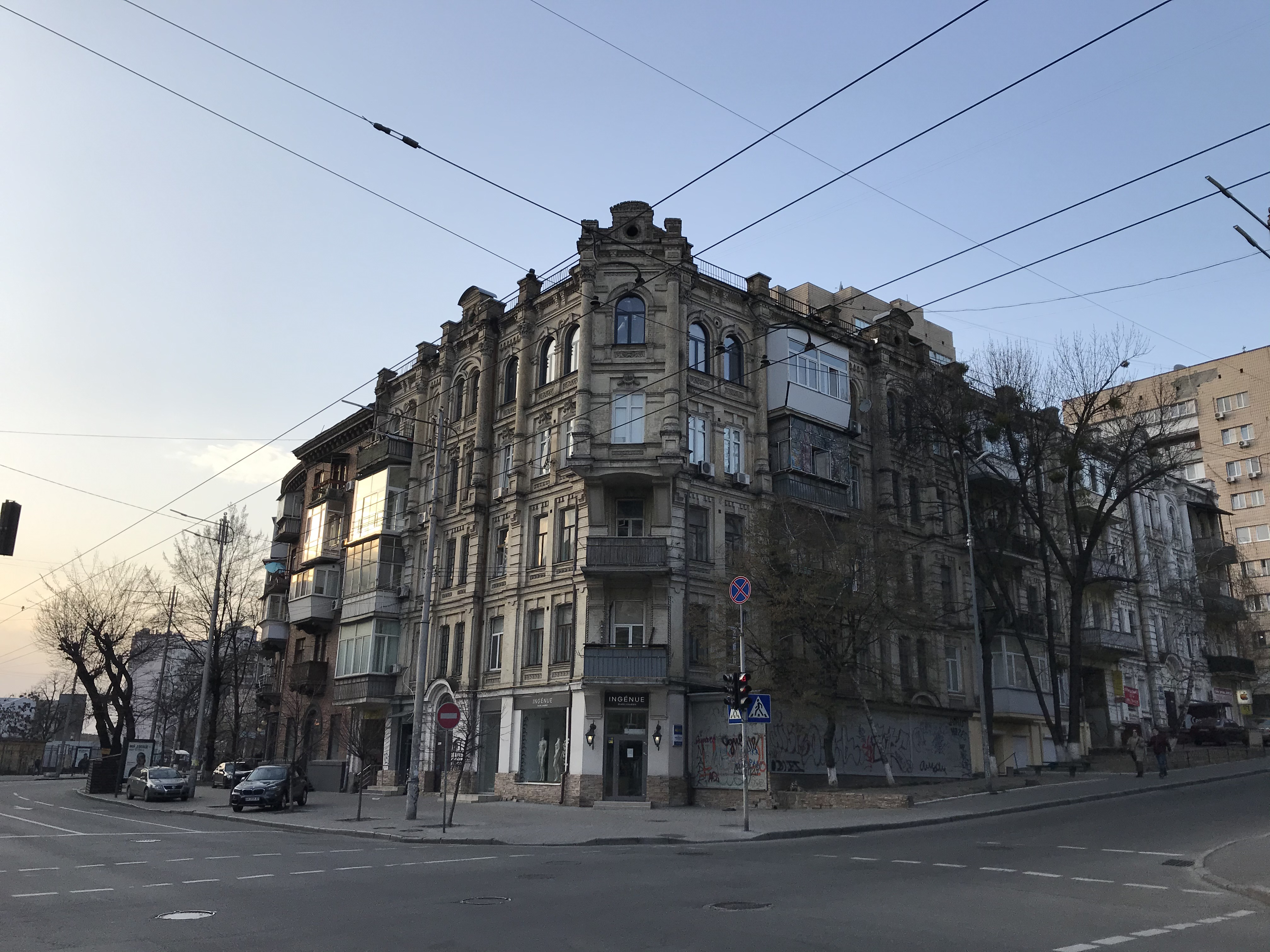
Загальний вигляд